# Detroit Express
Detroit Express – amerykański klub piłkarski z siedzibą w Detroit, w stanie Michigan. Drużyna występowała w lidze NASL, a jego domowym obiektem był Pontiac Silverdome. Zespół istniał w latach 1978–1981.

## Historia
Klub został założony w 1978 roku. Na początku maja 1978 roku zawodnikiem klubu w ramach wypożyczenia został słynny angielski piłkarz – Trevor Francis i niemal od razu stał się filarem drużyny oraz ulubieńcem kibiców klubu. W sezonie 1978 Francis w 19 meczach strzelił 22 gole, a także zaliczył 10 asyst. Drugim najskuteczniejszym zawodnikiem drużyny w sezonie był syn trenera Kena Furphy’ego – Keith (11 goli i 12 asyst), a następnie na liście najskuteczniejszych zawodników klubu znaleźli się David Bradford i Alan Brazil (po 9 bramek). W dużej mierze ich zasłudze klub ze sporą przewagą wygrał Dywizję Centralną w Konferencji Amerykańskiej i awansował do rundy play-off, gdzie w pierwszej rundzie wygrał z Philadelphia Fury 1:0 po bramce Trevora Francisa, jednak w ćwierćfinale przegrali w trzech meczach 1:2 z Fort Lauderdale Strikers i odpadł z rozgrywek.
W trakcie sezonu 1979 Trevor Francis odszedł za 1 500 000 funtów brytyjskich do angielskiego Nottingham Forest stając się tym samym pierwszym zawodnikiem na Wyspach Brytyjskich, którego kwota transferu wynosiła powyżej 1 000 000 funtów brytyjskich. Mimo tak poważnego osłabienia Detroit Express awansował do rundy play-off, gdzie w pierwszej rundzie przegrał w dwumeczu 0:2 z Tampa Bay Rowdies i odpadł z rozgrywek.
Trevor Francis łącznie w lidze NASL rozegrał 33 mecze i strzelił w nich 36 goli oraz zaliczył 18 asyst, co stawia go na jednym miejscu z Pelé w klasyfikacji najlepszych strzelców w historii ligi NASL, mimo rozegrania 23 meczów mniej. Francis oprócz ma 3 gole i asysty w fazie play-off. Francis jako jedyny zawodnik w historii klubu był wybierany do Drużyny Gwiazd NASL (1978, 1979) obok takich gwiazd jak m.in.: Franz Beckenbauer, Giorgio Chinaglia, Johan Cruijff, Carlos Alberto Torres.
W sezonie 1980 klub zakończył rozgrywki ligi NASL na 3.miejscu w Dywizji Centralnej w Konferencji Amerykańskiej i nie awansowali do fazy play-off, co spowodowało spadek frekwencji na meczach zespołu. Najskuteczniejszym zawodnikiem zespołu w sezonie był Argentyńczyk Pato Margetic, których strzelił 11 goli oraz zaliczył 11 asyst, a następnie na liście najskuteczniejszych zawodników klubu znaleźli się Gary Bannister i Adam Oates (po 10 goli), a najwięcej asyst zaliczył David Bradford (16 asyst), który grał w klubie z numerem 10 na koszulce, oraz w ciągu 3 lat gry w klubie strzelił 14 goli i zaliczył 38 asyst.
W klubie występował także słynny północnoirlandzki piłkarz George Best tournée po Europie we wrześniu 1978 roku. Zespół z Bestem w składzie rozegrał dwa mecze w Austrii oraz rozegrał kilka meczów w Szwajcarii.
Po zakończeniu halowego sezonu 1980/1981 właściciel klubu wygrał batalię sądową w sprawie przeniesienia zespołu do RFK Stadium w Waszyngtonie i klub w sezonie 1981 występował pod nazwą Washington Diplomats, jednak po zakończeniu sezonu klub został rozwiązany.
W latach 1981–1983 w lidze ASL występował klub pod taką samą nazwą i logo, które zachował właściciel klubu – Sonny Van Arnem, który w sezonie 1982 zdobył mistrzostwo ligi.

## Klub w kulturze
W 94 odcinku (w 6 odcinku 5 sezonu) serialu pt. Jak poznałem waszą matkę jeden z bohaterów, Ted szedł w koszulce starego Detroit Express ze skargą do swoich sąsiadów w sprawie ich grania na dudach.
Koszulkę Detroit Express miał również ubraną Mac w 49 odcinku (w 4 odcinku 5 sezonu) serialu pt. U nas w Filadelfii.

## Osiągnięcia

### Nagrody indywidualne
Jedenastka Sezonu NASL
- 1978: Trevor Francis
- 1979: Trevor Francis

## Sezon po sezonie
| Sezon | Liga | Bilans meczów | Sezon                                                 | Playoff                | Śr. frekwencja |
| ----- | ---- | ------------- | ----------------------------------------------------- | ---------------------- | -------------- |
| 1978  | NASL | 20–10         | 1.miejsce, Konferencja Amerykańska, Dywizja Centralna | Ćwierćfinał            | 12,194         |
| 1979  | NASL | 14–16         | 3.miejsce, Konferencja Amerykańska, Dywizja Centralna | Pierwsza runda         | 14,058         |
| 1980  | NASL | 14–18         | 3.miejsce, Konferencja Amerykańska, Dywizja Centralna | Nie zakwalifikował się | 11,198         |

### Halowa NASL
| Sezon   | Liga        | Bilans meczów | Sezon                        | Playoff                | Śr. frekwencja |
| ------- | ----------- | ------------- | ---------------------------- | ---------------------- | -------------- |
| 1979–80 | Halowa NASL | 7–5           | 3.miejsce, Dywizja Wschodnia | Ćwierćfinał            |                |
| 1980–81 | Halowa NASL | 7–11          | 3.miejsce, Dywizja Centralna | Nie zakwalifikował się |                |

## Trenerzy
- 1978–1981:  Ken Furphy